# Leporinus geminis
Leporinus geminis é uma espécie de peixe da família dos anostòmids e da ordem dos caraciformes.